# 대한민국의 국회도서관장
국회도서관장(國會圖書館長)은 국회도서관을 대표하는 직위로, 차관급 정무직공무원으로 보한다.

## 임명
- 국회운영위원회의 동의를 얻어 국회의장이 임명한다.

## 역할
- (국회도서관법 제4조제3항) 관장은 의장의 감독을 받아 도서관사무를 총괄하고 소속 공무원을 지휘ㆍ감독한다. 다만, 도서관사무 중 인사행정ㆍ예산회계ㆍ국고금관리ㆍ국유재산관리ㆍ물품관리ㆍ비상계획사무ㆍ공직자재산등록사무 등에 관하여 「국회사무처법」ㆍ「국가공무원법」ㆍ「국가재정법」ㆍ「국고금 관리법」ㆍ「국유재산법」, 그 밖의 다른 법령에서 국회사무처 또는 국회사무총장의 권한에 속하는 사무로 규정된 경우에는 그러하지 아니하다.

## 역대 관장

### 민의원사무처도서관장
| 국회의장 | 대수 | 이름           | 임기                             |
| -------- | ---- | -------------- | -------------------------------- |
| 이기붕   | 초대 | 김경수(金敬洙) | 1956년 1월 21일~1957년 11월 26일 |
| 곽상훈   | 2대  | 신현경(申鉉經) | 1957년 11월 26일~1961년 6월 9일  |
| 백낙준   | 2대  | 신현경(申鉉經) | 1957년 11월 26일~1961년 6월 9일  |

### 국회도서관장
| 국회의장 | 대수     | 이름           | 임기                              |
| -------- | -------- | -------------- | --------------------------------- |
| 이효상   | 3대      | 강주진(姜周鎭) | 1964년 2월 26일~1973년 6월 4일    |
| 백두진   | 3대      | 강주진(姜周鎭) | 1964년 2월 26일~1973년 6월 4일    |
| 정일권   | 4대      | 김종호(金鍾浩) | 1973년 6월 4일~1979년 4월 6일     |
| 백두진   | 5대      | 송효순(宋孝淳) | 1979년 4월 6일~1981년 4월 11일    |
| 정래혁   | 6대      | 조종현(趙琮鉉) | 1981년 4월 14일~1985년 2월 28일   |
| 채문식   | 6대      | 조종현(趙琮鉉) | 1981년 4월 14일~1985년 2월 28일   |
| 이재형   | 7대      | 김주봉(金周鳳) | 1985년 2월 28일~1992년 9월 5일    |
| 김재순   | 7대      | 김주봉(金周鳳) | 1985년 2월 28일~1992년 9월 5일    |
| 박준규   | 8대      | 박종일(朴鍾逸) | 1992년 9월 5일~1994년 7월 22일    |
| 이만섭   | 8대      | 박종일(朴鍾逸) | 1992년 9월 5일~1994년 7월 22일    |
| 황낙주   | 9대      | 배중섭(裴重燮) | 1994년 7월 22일~1996년 7월 10일   |
| 김수한   | 10대     | 이현구(李顯求) | 1996년 7월 10일~1998년 9월 9일    |
| 박준규   | 11대     | 민병석(閔炳錫) | 1998년 9월 9일~2000년 6월 19일    |
| 이만섭   | 12대     | 최문휴(崔文休) | 2000년 6월 19일~2002년 9월 13일   |
| 박관용   | 13대     | 김윤태(金侖兌) | 2002년 9월 13일~2003년 4월 18일   |
| 박관용   | 14대     | 정호영(鄭浩永) | 2003년 4월 30일~2004년 12월 2일   |
| 김원기   | 15대     | 배용수(裵庸壽) | 2004년 12월 2일~2006년 12월 22일  |
| 임채정   | 16대     | 문용주(文庸柱) | 2006년 12월 22일~2008년 9월 29일  |
| 김형오   | 17대     | 유종필(柳鍾珌) | 2008년 9월 29일~2010년 3월 2일    |
| 김형오   | 직무대리 | 허영호         | 2010년 3월 2일~2010년 7월 1일     |
| 박희태   | 18대     | 유재일(劉載一) | 2010년 7월 1일~2012년 8월 1일     |
| 강창희   | 19대     | 황창화(黃昶樺) | 2012년 8월 1일~2014년 12월 26일   |
| 정의화   | 20대     | 이은철(李恩徹) | 2014년 12월 26일~2017년 10월 11일 |
| 정세균   | 21대     | 허용범(許容範) | 2017년 10월 11일~2019년 12월 2일  |
| 문희상   | 22대     | 현진권(玄鎭權) | 2019년 12월 2일~2021년 12월 13일  |
| 박병석   | 23대     | 이명우(李明雨) | 2021년 12월 13일~2024년 12월 31일 |
| 김진표   | 23대     | 이명우(李明雨) | 2021년 12월 13일~2024년 12월 31일 |
| 우원식   | 24대     | 황정근(黃貞根) | 2025년 1월 1일~                   |

## 같이 보기
- 국회도서관